# NGC 6928
NGC 6928 (другие обозначения — IC 1325, PGC 64932, UGC 11589, MCG 2-52-17, ZWG 424.21, IRAS20304+0945) — галактика в созвездии Дельфин.
Этот объект входит в число перечисленных в оригинальной редакции «Нового общего каталога».
В галактике вспыхнула сверхновая SN 2004eo типа Ia, её пиковая видимая звездная величина составила 17,8.